# Cyrtopholis zorodes
Cyrtopholis zorodes är en spindelart som beskrevs av Cândido Firmino de Mello-Leitão 1923. 
Cyrtopholis zorodes ingår i släktet Cyrtopholis och familjen fågelspindlar. Inga underarter finns listade i Catalogue of Life.